# Torrey DeVitto
Torrey DeVitto, född 8 juni 1984 på Long Island i New York, är en amerikansk skådespelerska, musiker, producent, filantrop och tidigare modell.
Hon har bland annat medverkat i Beautiful People, Pretty Little Liars, "Vampire diaries", One Tree Hill och CSI: Miami. Hon spelade Dr. Natalie Manning i Chicago Med (2015–2021).
DeVitto har varit gift med Paul Wesley från Vampire Diaries. 

## Filmografi
| År   | Titel                                     | Roll            |
| ---- | ----------------------------------------- | --------------- |
| 2005 | Starcrossed                               | Maura           |
| 2006 | I'll Always Know What You Did Last Summer | Zoe             |
| 2007 | Heber Holiday                             | Sierra Young    |
| 2008 | Green Flash                               | Mia             |
| 2008 | Killer Movie                              | Phoebe Hilldale |

### Television
| År        | Titel               | Roll                     | Avsnitt                                                                 |
| --------- | ------------------- | ------------------------ | ----------------------------------------------------------------------- |
| 2003      | Scrubs              | Vacker tjej med hund     | 1 avsnitt                                                               |
| 2003      | Dawson's Creek      | Tjej #1                  | 1 avsnitt                                                               |
| 2005      | Jack & Bobby        | Tiffany                  | 1 avsnitt                                                               |
| 2005      | Kungen av Queens    | Traci                    | 1 avsnitt                                                               |
| 2004–2005 | Drake & Josh        | Denise Woods/Tori        | 3 avsnitt                                                               |
| 2005–2006 | Beautiful People    | Karen Kerr               | 16 avsnitt                                                              |
| 2008      | One Tree Hill       | Carrie                   | 16 avsnitt                                                              |
| 2008      | CSI: Miami          | Kelly Chapman            | 1 avsnitt                                                               |
| 2010–2017 | Pretty Little Liars | Spencers syster, Melissa | Återkommande roll (säsong 1–3, 5), gästroll (säsong 4, 6–7); 40 avsnitt |
| 2012–2013 | The Vampire Diaries | Meredith Fell            | Återkommande roll (säsong 3–4); 12 avsnitt                              |
| 2015–2021 | Chicago Med         | Dr. Nathalie Manning     | Huvudroll; 119 avsnitt (säsong 1–6)                                     |